# Эрнст (князь Ангальта)
Эрнст Ангальтский (нем. Ernst von Anhalt; 1454 — 12 июня 1516, Дессау) — князь Ангальт-Дессау.   

## Биография
Эрнст — сын князя Георга I Ангальт-Цербстского (1390—1474) и его четвёртой супруги Анны (ум. 1513), дочери графа Альбрехта Линдау-Руппинского.
В 1470 году отец Эрнста передал бразды правления в княжестве своим сыновьям, которые в 1471 году поделили Ангальт между собой. Эрнст и Сигизмунд III получили Ангальт-Дессау, Георг и Вальдемар — Ангальт-Кётен, а Рудольф получил возмещение в денежной форме. Ангальт-Бернбургом, присоединённым в 1468 году, братья управляли совместно.
Эрнст пережил всех своих братьев. Князь способствовал развитию сельского хозяйства и добился значительного прироста населения. В 1512 году в Дессау была отстроена церковь Святой Марии, заложенная Эрнстом в 1506 году. В том же 1512 году в Дессауском дворце по настоянию Эрнста появилась мельница и другие вспомогательные здания.

## Потомки
20 января 1494 года Эрнст женился в Котбусе на Маргарите Мюнстербергской (1473—1530), дочери Генриха Старшего Мюнстербергского. Супруга Эрнста слыла отличной хозяйкой, и даже помолвка была организована очень экономно. После смерти Эрнста Маргарита выступала регентом при своём малолетнем сыне. В браке Эрнста и Маргариты родились:
- Томас (1503)
- Иоганн IV (1504—1551), князь Ангальт-Цербста, женат на принцессе Маргарите Бранденбургской (1511—1577)
- Георг III (1507—1553), князь Ангальт-Плёцкау
- Иоахим I (1509—1561), князь Ангальт-Дессау.